# Breteuil-Embranchement
Pour les articles homonymes, voir Breteuil et Embranchement.
Breteuil-Embranchement est un hameau appartenant à la commune de Bacouël, au canton de Breteuil, au département de l'Oise et à la région Hauts-de-France. Il est situé sur l'ancienne route nationale 30 (actuelle RD 930).

## Toponymie
Autour de la gare de Breteuil-Embranchement s'est développé un hameau qui prit le nom de la gare. Un autre hameau isarien portant le nom d'une gare est celui de Boissy-Lévignen.

## Histoire
La ville de Breteuil avait été délaissée par le tracé de la grande ligne de Paris-Nord à Lille. Un embranchement vers la ville fut finalement construit, la ligne de Breteuil-Embranchement à Breteuil-Ville, ouverte en 1875. La gare de Breteuil prit alors le nom de gare de Breteuil-Embranchement pour la distinguer de la gare nouvellement créée. 